# Länsväg AC 658
Länsväg AC 658, även kallad Vintervägskroken, är en kortare övrig länsväg i Umeå kommun i Västerbottens län (Västerbotten) som går mellan Holmöns by (Länsväg AC 655) och Vintervägskroken på Holmön i Holmöns distrikt (Holmöns socken). Vägen är cirka 400 meter lång och asfalterad. Hastighetsgränsen är 70 km/h. Vägen har Bärighetsklass 2.
Vägen ansluter till:
- Länsväg AC 655 (i Holmöns by)